# Sojuz TMA-12
Sojuz TMA-12 (ryska: Союз ТMA-12) var en flygning i det ryska rymdprogrammet. Flygningen gick till rymdstationen ISS. Farkosten sköts upp från Kosmodromen i Bajkonur, med en Sojuz-FG-raket, den 8 april 2008. Man dockade med rymdstationen den 10 april 2008. 
Efter att ha tillbringat 198 dagar i rymden lämnade farkosten rymdstationen den 24 oktober 2008. Några timmar senare återinträdde den i jordens atmosfär och landade i Kazakstan.
I och med att farkosten lämnade rymdstationen var Expedition 17 avslutad.